# Upala
Upala is een stadje (ciudad) en deelgemeente (distrito) in Costa Rica. Het is de hoofdplaats van de gelijknamige gemeente (cantón) en is gelegen in de provincie Alajuela. Het heeft een bevolkingsaantal van 15.100 inwoners en beslaat een oppervlakte van 246 km². Upala ligt 48 meter boven de zeespiegel.